# La semana más larga (historieta)
La semana más larga es una historieta de Superlópez creada por Jan en 1981.

## Creación y trayectoria editorial
Tras fungir Jan como guionista y dibujante en los dos álbumes anteriores en la serie —Los alienígenas y El señor de los chupetes—, con sus parodias respectivas de géneros como el de la ciencia ficción y el fantástico, el autor abandona a partir de este álbum la sátira como hilo conductor de las historietas para centrar el argumento en las posibilidades del personaje.
Al igual que en otros álbumes de la serie de la época, en la historieta se realiza una división por capítulos, explotando su publicación inicial por entregas. Los capítulos representan en esta aventura días sucesivos, en los que el total forma una semana completa. Por otra parte, en la historieta hacen aparición por primera vez personajes secundarios que se volverían habituales en la trama de otros álbumes como el Dr. Escariano Avieso, Al Trapone o el inspector Hólmez. Asimismo, es la primera vez en que aparecen otros personajes como Ramón el conserje.
La historieta se publicó inicialmente por capítulos en la revista Mortadelo Especial. Más tarde, se recopiló en formato álbum de historietas para el número 6 de la colección Olé, en Ediciones B, así como en tapa dura para el tomo recopilatorio n.º 2 de Súper Humor Superlópez.
En Alemania, donde el personaje recibió el nombre de Super-Meier, la editorial Condor Verlag publicó en 1983 los primeros capítulos de esta aventura en su séptimo número, utilizando para la portada una realizada de manera apócrifa, mientras que la de este álbum fue utilizada en el sexto número y los capítulos finales del octavo.

## Argumento

### Sinopsis

El álbum transcurre en una versión alternativa y surreal de Barcelona.

La aventura se encuentra estructurada en ocho capítulos, uno por cada día de la semana:
Lunes
"Un febrero por la mañana, lunes naciente, nuestro héroe se despierta con su característico y probado dinamismo..." Como de costumbre, llega tarde, por lo que el Jefe le encarga trabajo de más. López termina el papeleo, pero sin poder utilizar su supervelocidad gracias a la colaboración inesperada e insistente de Luisa. Jaime, a pesar de esto, comienza a sospechar que López y Superlópez son la misma persona. Más tarde, en la ciudad aparece un misterioso agujero, resultante de un experimento del inquietante y despistado doctor Escariano Avieso buscando volverse rico. Juan decide investigar el suceso, pero al aparecer en el lugar de los hechos como Superlópez, este es acusado como culpable. De vuelta a su casa, una mosca le impide dormir.
Martes
Martes por la mañana, López inicia el nuevo día, adormilado mientras Escariano Avieso toma medidas en su casa y el inspector Hólmez investiga su posible implicación. Ya en la oficina, Jaime continúa sospechando que López y Superlópez son en realidad la misma persona, por lo que decide vigilarle. Por su parte, Superlópez aprovecha el horario para investigar nuevos agujeros en la ciudad, montando un truco visual en su despacho con un cartón para hacer parecer que no ha abandonado su puesto de trabajo. En su vivienda, la presencia de la mosca obliga a Juan a dormir en la escalera.
Miércoles
Por la noche, Escariano Avieso intenta perforar un banco para poder acceder desde el tejado, pero por error perfora el edificio contiguo donde vive Juan. Seguidamente el capítulo muestra de nuevo la cotidianía de López, a partir de ahora lidiando con el agujero. Jaime, mientras tanto, descubre el engaño del cartón, pero Juan ingresa a tiempo en el trabajo para ocultarlo. Un nuevo fallo de Escariano provoca esta vez un agujero en la oficina. Holmez, al llegar y ver de nuevo a Juan, lo lleva a interrogar como sospechoso, tras lo cual Jaime aprovecha para presumir ante todos de que había descubierto que Juan era en realidad Superlópez. En su casa, la mosca continúa sin dejar conciliar el sueño a López.
Jueves
El inquietante doctor Escariano Avieso continúa con sus planes, pero, debido a otro descuido más en sus maniobras nocturnas, vuelve a causar destrozos en la fachada de varios edificios de la ciudad. A continuación se vuelven a mostrar las desventuras matinales de Juan, y este, al reparar en la destrucción de la ciudad, se da cuenta de que tanto los habitantes como la policía culpan de ello a Superlópez. En el trabajo todos creen ahora que López es Superlópez, por lo que el Jefe le encarga trabajo extra aprovechando sus supuestas capacidades. Superlópez, sin embargo, consigue crear una artimaña para volverles a hacer creer lo contrario.
Viernes
De nuevo por la noche, Escariano vuelve a cometer fallos en la manipulación de la máquina, lo que llena de muchos más agujeros la ciudad. Esto provoca que Al Trapone centre su atención sobre el científico, y le propone una colaboración con su banda. Por la mañana, en la oficina, López se había quedado por su parte dormido realizando el trabajo que se le había asignado. Tras terminarlo, sobrevuela como Superlópez la ciudad para intentar resolver el asunto de los agujeros, pero desiste al encontrarse con la fuerte oposición de los vecinos, quienes organizan incluso una manifestación no autorizada contra él.
Sábado
Tras mostrar de nuevo las peripecias matutinas en el edificio de Juan y sus problemas con el insecto, la acción se traslada de lugar para mostrar el atraco de un banco por parte de Al Trapone, gracias al invento de Escariano. Superlópez no puede de nuevo intervenir por la hostilidad de la población contra él, y los delincuentes consiguen escapar. Sin embargo, el atraco les había resultado estéril en ganancias, por lo que Al Trapone idea otro plan para sacarle partido a la máquina perforadora. López no puede dormir, esta vez pensando en el partido de fútbol del día siguiente.
Domingo
Día de fútbol; todos se dirigen al estadio del Parchelona F.C., donde va a tener lugar un derbi contra el Fespañol (en alusión respectivamente a los equipos F. C. Barcelona y RCD Español de la capital catalana). Se descubre que el plan de Al Trapone consistía en abrir un agujero en el estadio para utilizarlo como entrada clandestina a mitad de precio y lucrarse de esa forma. Superlópez intenta intervenir para arreglar el problema, pero ante la acusación general sobre su culpabilidad, se enfurece y se retira a su refugio en el Ártico, Villa Soledad.
Lunes terminal
En el refugio, tras una pesadilla causada por sus discordias con el resto de personajes, Superlópez se levanta decidido a resolver definitivamente la historieta. Tras dirigirse a la guarida de Al Trapone, propina una paliza a la banda, pero Escariano Avieso logra escapar impune. Tras avisar a Holmez, este felicita a Superlópez, librándolo de toda culpa. Los ciudadanos aplauden ahora la actuación del superhéroe, quien puede por fin dormir tranquilo.